# Lista de prêmios e indicações recebidos por AOA
Esta é uma lista de prêmios e indicações recebidos por AOA, um girl group sul-coreano formado em 2012 pela FNC Entertainment. Em 9 de Fevereiro de 2014, o AOA recebeu sua primeira vitória no programa musical sul-coreano Inkigayo com a música "Miniskirt".

## Korean

### Asia Artist Awards(AAA)
| Ano  | Categoria                                          | Detinatário | Resultado |
| ---- | -------------------------------------------------- | ----------- | --------- |
| 2016 | Best Celebrity Award (Categoria de Grupo Feminino) | AOA         | Venceu    |

### Gaon Chart Music Awards
| Ano  | Categoria                   | Destinatário    | Resultado |
| ---- | --------------------------- | --------------- | --------- |
| 2015 | Hot Performance of the Year | AOA             | Venceu    |
| 2016 | World Rookie                | AOA             | Venceu    |
| 2019 | Song of the Year – Maio     | "Bingle Bangle" | Venceu    |

### Golden Disc Awards(GDA)
| Ano  | Categoria                       | Destinatário   | Resultado |
| ---- | ------------------------------- | -------------- | --------- |
| 2015 | Digital Bonsang                 | "Miniskirt"    | Venceu    |
| 2016 | Digital Disc Daesang            | Heart Attack   | Indicado  |
| 2016 | Digital Single Daesang          | "Heart Attack" | Indicado  |
| 2016 | Digital Bonsang                 | "Heart Attack" | Venceu    |
| 2016 | Popularity Award                | AOA            | Indicado  |
| 2019 | Popularity Award                | AOA            | Indicado  |
| 2019 | NetEase Most Popular K-pop Star | AOA            | Indicado  |

### Melon Music Awards(MMA)
| Ano  | Categoria        | Destinatário   | Resultado |
| ---- | ---------------- | -------------- | --------- |
| 2014 | Top 10 Artists   | AOA            | Indicado  |
| 2014 | Best Song        | "Miniskirt"    | Indicado  |
| 2014 | Best Dance Piece | "Miniskirt"    | Indicado  |
| 2014 | Best Music Video | "Miniskirt"    | Indicado  |
| 2015 | Top 10 Artists   | AOA            | Indicado  |
| 2015 | Best Dance Piece | "Heart Attack" | Indicado  |

### Mnet Asian Music Awards(MAMA)
| Ano  | Categoria                             | Destinatário    | Resultado |
| ---- | ------------------------------------- | --------------- | --------- |
| 2012 | Artist of the Year                    | AOA             | Indicado  |
| 2012 | Best New Female Artist                | AOA             | Indicado  |
| 2014 | Best Dance Performance (Feminina)     | "Miniskirt"     | Indicado  |
| 2014 | Union Pay Song of the Year            | "Miniskirt"     | Indicado  |
| 2015 | Best Female Group                     | AOA             | Indicado  |
| 2015 | Union Pay Artist of the Year          | AOA             | Indicado  |
| 2015 | Best Dance Performance – Female Group | "Heart Attack"  | Indicado  |
| 2015 | Union Pay Song of the Year            | "Heart Attack"  | Indicado  |
| 2016 | Best Dance Performance (Feminina)     | "Good Luck"     | Indicado  |
| 2016 | Hotels Combined Song of the Year      | "Good Luck"     | Indicado  |
| 2018 | Best Dance Performance (Feminina)     | "Bingle Bangle" | Indicado  |

### Seoul Music Awards(SMA)
| Ano  | Categoria        | Destinatário | Resultado |
| ---- | ---------------- | ------------ | --------- |
| 2012 | Rookie Award     | AOA          | Indicado  |
| 2012 | Popularity Award | AOA          | Indicado  |
| 2015 | Bonsang Award    | "Miniskirt"  | Venceu    |
| 2016 | Bonsang Award    | AOA          | Indicado  |
| 2016 | Popularity Award | AOA          | Indicado  |

### Soribada Best K-Music Awards
| Ano  | Categoria                   | Destinatário | Resultado |
| ---- | --------------------------- | ------------ | --------- |
| 2018 | Bonsang Award               | AOA          | Venceu    |
| 2018 | Popularity Award (Feminina) | AOA          | Indicado  |
| 2018 | Global Fandom Award         | AOA          | Indicado  |

## Outros prêmios
| Ano  | Prêmio                         | Categoria                       | Destinartário  | Resultado |
| ---- | ------------------------------ | ------------------------------- | -------------- | --------- |
| 2012 | SBS MTV Best of the Best       | Best New Artist                 | AOA            | Indicado  |
| 2014 | SBS MTV Best of the Best       | Best Female Group               | AOA            | Indicado  |
| 2014 | SBS MTV Best of the Best       | Best Sexy Video                 | "Miniskirt"    | Indicado  |
| 2014 | SBS MTV The Show               | Best of Rising Star Award       | AOA            | Venceu    |
| 2015 | SBS Gayo Daejeon               | Best Promoter Award             | AOA            | Venceu    |
| 2015 | MBC Music Show Champion Awards | Best Performance – Female Group | "Heart Attack" | Indicado  |
| 2018 | KBS World Global Fan Awards    | Best Artist (Feminina)          | AOA            | Pendente  |

## Programas de música

### Inkigayo
| Ano  | Data           | Canção      |
| ---- | -------------- | ----------- |
| 2014 | 9 de Fevereiro | "Miniskirt" |

### Show Champion
| Ano  | Data           | Canção         |
| ---- | -------------- | -------------- |
| 2014 | 19 de Novembro | "Like A Cat"   |
| 2015 | 1 de Julho     | "Heart Attack" |
| 2016 | 25 de Maio     | "Good Luck"    |
| 2017 | 18 de Janeiro  | "Excuse Me"    |
| 2017 | 25 de Janeiro  | "Excuse Me"    |

### Show! Music Core
| Ano  | Data       | Canção         |
| ---- | ---------- | -------------- |
| 2015 | 4 de Julho | "Heart Attack" |

### The Show
| Ano  | Data       | Canção         |
| ---- | ---------- | -------------- |
| 2015 | 7 de Julho | "Heart Attack" |
| 2016 | 24 de Maio | "Good Luck"    |

### M Countdown
| Ano  | Data           | Canção      |
| ---- | -------------- | ----------- |
| 2017 | 2 de Fevereiro | "Excuse Me" |